# Paramenyllus albolateralis
Paramenyllus albolateralis là một loài bọ cánh cứng trong họ Cerambycidae.